# Compton Wynyates

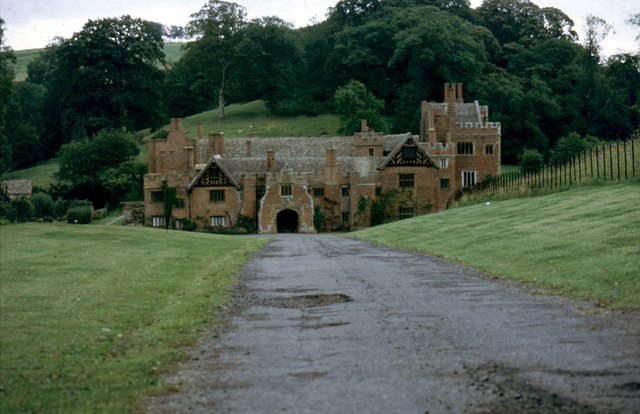
Compton Wynyates in Warwickshire, ca. 1983

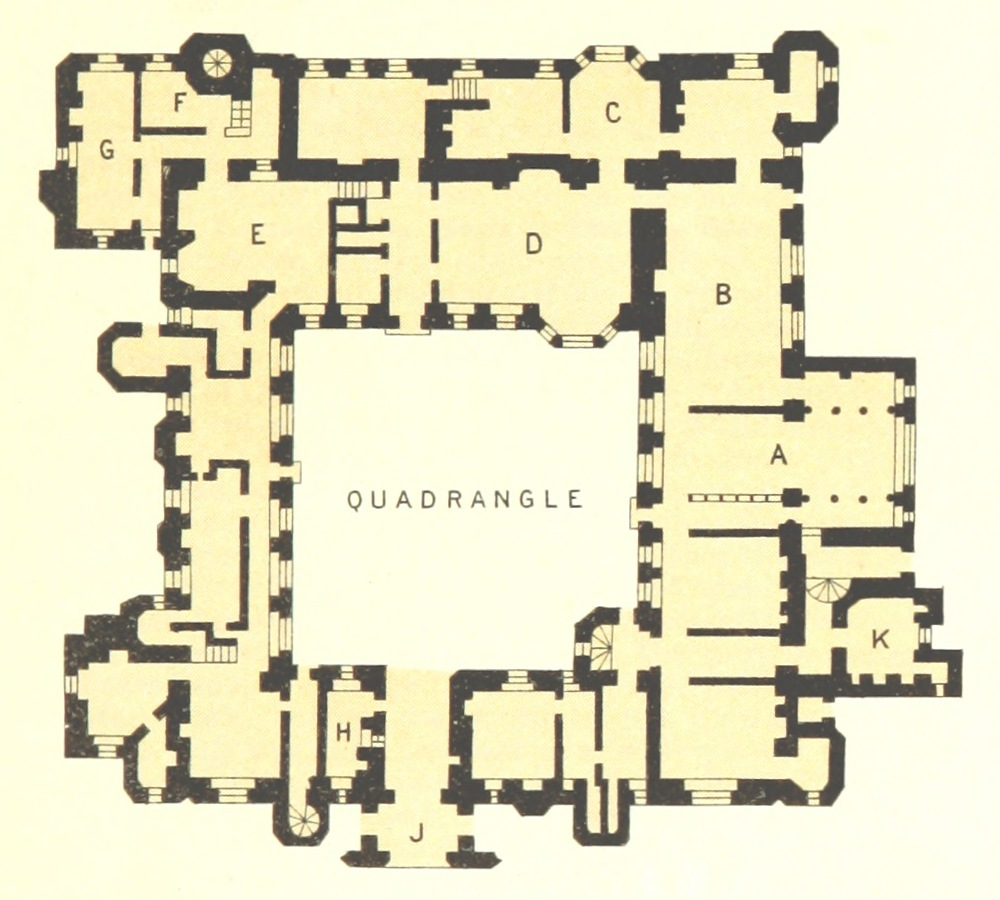
Grundriss von Compton Wynyates

Compton Wynyates ist ein Landhaus in der englischen Grafschaft Warwickshire. English Heritage hat es als historisches Gebäude I. Grades gelistet. Das Haus aus der Tudorzeit wurde aus roten Ziegeln um einen zentralen Hof gebaut. Es ist mit Zinnen und teilweise auch mit Türmchen versehen. Nach dem englischen Bürgerkrieg baute man teilweise hölzerne Giebel ein, um beschädigte Gebäudeteile zu ersetzen. Das Haus steht inmitten von Formschnittgärten und grünen Rasenflächen und erweckt den Anschein idealisierten englischen Landlebens. Dies steht allerdings in scharfem Kontrast zur Geschichte des Hauses und der Familie, die es über 500 Jahre lang bewohnte. Beide haben gleichzeitig Aufstieg, Niedergang und Wiederaufstieg erlebt.
Die Familie Compton, die noch heute in diesem privaten Haus lebt, tauchen schon 1204 in den Urkunden als Bewohner dieses Anwesens auf. Seitdem wohnte die Familie in dem Herrenhaus als Ritter und Schildknappen des Countys, bis Sir Edmund Compton (gestorben 1493) etwa 1481 beschloss, einen neuen Familiensitz errichten zu lassen.

## Edmund Comptons Haus
Edmund Compton ließ das Haus aus Ziegeln erbauen, die eine glühende Himbeerfärbung von erstaunlicher Intensität besitzen. Edmunds Vierseithaus um einen zentralen Innenhof kann man an der Dicke der Wände von 1,2 Metern, die das Kernstück des heutigen Herrenhauses bilden. Dieses neue, befestigte Haus war zur Gänze von einem Wassergraben umgeben; Teile des alten Wassergrabens bilden heute einen Gartenteich. Es gab auch einen zweiten, vermutlich trockenen Graben und eine zweite Zugbrücke. Und doch waren die Befestigungen nicht der einzige Aspekt des neuen Herrenhauses – dunkle Ziegeldamaszierungen und dekorative Stäbe lockern die Fassade auf. Über dem Eingang wird das königliche Wappen Englands von Drachen und Windhund der Könige Heinrich VII. und Heinrich VIII. gestützt. Architekt und Baumeister des Herrenhauses sind nicht bekannt.

## William Comptons Haus

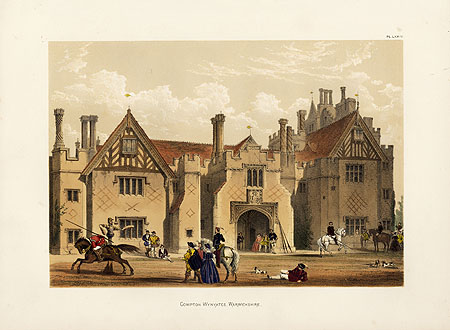
Eine romantisierende Darstellung von Compton Wynyates aus dem 19. Jahrhundert

Edmund Compton starb schon in jungen Jahren, und so wurde sein Sohn William Mündel der Krone, wie es Sitte war. Am Hof Heinrichs VII. wurde der verwaiste, 11 Jahre alte Junge, Page des zwei Jahre alten Prinzen Heinrich, und so begann eine tiefe Freundschaft, die auch fortbestand, als der Prinz König Heinrich VIII. wurde. Aus dieser lebenslangen Freundschaft heraus überließ Heinrich VIII. William, der auch ein militärischer Held werden sollte, viele Güter, darunter auch die Ruine von Fulbroke Castle. Viele Ausstattungsdetails von Fulbrook Castle wurden nach Compton Wynyates gebracht, um das Herrenhaus zu verschönern, z. B. ein großer Erker voller heraldischen Gläsern, der aus dem Rittersaal in den Hof schaut. Ebenfalls wurden von der Burg viele Ajimezfenster mit Weinlaufverzierungen eingebaut.
Zu dieser Zeit, etwa 1515, wurden auch die großartige Vorhalle am Eingang, die Kapelle und viele der Türme errichtet. Tatsächlich war dies der Beginn vieler Anbauten in den folgenden 10 Jahren, die ohne Sinn für Symmetrie, Bauhöhe oder Regelmäßigkeit an dem Haus angebracht wurden. Das Haus wurde einfach erweitert, so weit es auf dem begrenzten Platz innerhalb des Wassergrabens möglich war. Die ziegelkannelierten und verwinkelten Kamine stammen ebenfalls aus dieser Zeit und stellen heute eines der bemerkenswertesten Details des Hauses dar.
Anders als andere Häuser aus dieser Zeit wurde Compton Wynyates über die Jahrhunderte nicht großartig umgebaut. Der Grund dafür ist, dass Henry Compton, 1. Baron Compton, der Besitzer des Hauses, 1574 mit dem Bau eines der edelsten Häuser Großbritanniens, Castle Ashby House, begann. Die Comptons verwendeten im Laufe der nächsten ungefähr 100 Jahre Geld für dieses neue Herrenhaus, und folglich ist Compton Wynyates als fast intaktes, perfektes Herrenhaus der Tudorzeit bis heute erhalten geblieben, weil die laufenden Umbauten folgender Generationen ausgeblieben sind.

## Königliche Besuche
Die Comptons hatten als loyale und reiche Bürger der Krone oft herrschende Souveräne ihrer Zeit zu Gast. Die Häufigkeit der staatlichen Besucher war ein Gradmesser ihres Reichtums. Zu dieser Zeit konnte ein eintägiger Besuch eines Monarchen seinen Gastgeber finanziell komplett ruinieren, was auch oft genug geschah.
König Heinrich VIII. weilte oft in Compton Wynyates, und am Fenster seines Schlafgemachs kann man heute noch das königliche Wappen in Bleiglas in Kombination mit dem Wappen derer von Aragon, der Heimat von Heinrichs erster Gattin und Königin, sehen. Sehr viel später, 1572, weilte Elisabeth I. in diesem Hause. 1617 verbrachte König Jakob I. eine Nacht dort; er war früher ein häufiger Gast in Castle Ashby House. Im Jahre 1629 erhob der König Lord Campton zum Earl of Northampton. Später in diesem Jahrhundert war sein Nachfolger Karl I., Gast in Compton Wynyates. Die Decke des königlichen Schlafgemachs ist mit dem Monogrammen aller Monarchen dekoriert, die hier genächtigt haben.
Eine Anekdote aus der Zeit des Bürgerkrieges erzählt, dass der Befehlshaber der Cronwell'schen Truppen das Prunkbett, in dem so viele Monarchen geschlafen hatten, so mochte, dass er es für sich selbst requirierte. Nach der Wiedereinsetzung der Monarchie erhielt der 3. Earl das Bett zurück und ließ es am alten Standort wieder aufstellen. Später, als die Familie 1744 in wirtschaftliche Schwierigkeiten geriet, wurde es für £ 10 verkauft und tauchte nie wieder auf.

## Bürgerkrieg

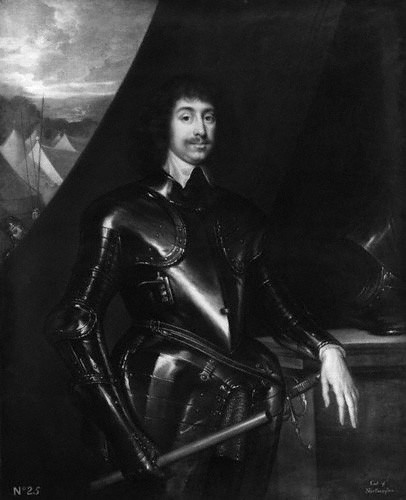
Der 2. Earl of Northampton.

Spencer Compton, 2. Earl of Northampton, ein Patenkind von Elisabeth I., war ein enger Freund von König Karl I., und so waren die royalistischen Bande der Comptons im englischen Bürgerkrieg eng. In der Schlacht bei Edgehill, ca. 9,5 km entfernt vom Herrenhaus, kämpften Spencer und drei seiner Söhne für den König; die drei Söhne wurden später für ihren Einsatz auf dem Schlachtfeld alle zu Rittern geschlagen.
Der 2. Earl fiel 1643 in der Schlacht von Hopton Heath und sein Sohn und Nachfolger James wurde verwundet.
Nach dem Tod des 2. Earls war seine Familie schutzlos. Am 12. Juni 1644 wurde Compton Wynyates von Cromwells Truppen belagert und fiel 2 Tage später. Die Roundheads sollen bei dieser Gelegenheit 120 Kriegsgefangene gemacht haben. £ 5000 (ein Äquivalent von £ 720.000 im Jahre 2008), 60 Pferde, 400 Schafe, 160 Rinder, 18 Fuhren Kriegsbeute (dies war vermutlich die gesamte Einrichtung des Herrenhauses) und sechs Tongefäße mit Münzen, die sie im Wassergraben fanden, nahmen sie mit. Am Herrenhaus und der angrenzenden Kapelle kann man heute noch die Spuren der Kanoneneinschläge sehen.
Es gibt die Legende, dass die Witwe des 2. Earls sich im Dachgeschoss des weitläufigen Herrenhauses versteckte und sich, unentdeckt von den Roundheads, um verwundete Royalisten kümmerte, bis eine Flucht möglich war. Da das Haus ein Gewirr kleiner Treppenhäuser, Durchgänge und fast versteckter Räume ist (in einem Turmzimmer, dem Priesterzimmer, sind drei Treppenhäuser hinter der Holzverkleidung versteckt), kann sich diese Geschichte tatsächlich so zugetragen haben.
In der Nacht des 29. Januar 1645 unternahmen die Comptons einen erfolglosen Versuch, ihr Heim zurückzuerobern, aber nach vier Stunden Kampf wurden sie zurückgeschlagen. Die Familie floh ins Exil ins Ausland und kehrte erst nach der Wiedereinsetzung der Monarchie zurück.

## Vernachlässigung

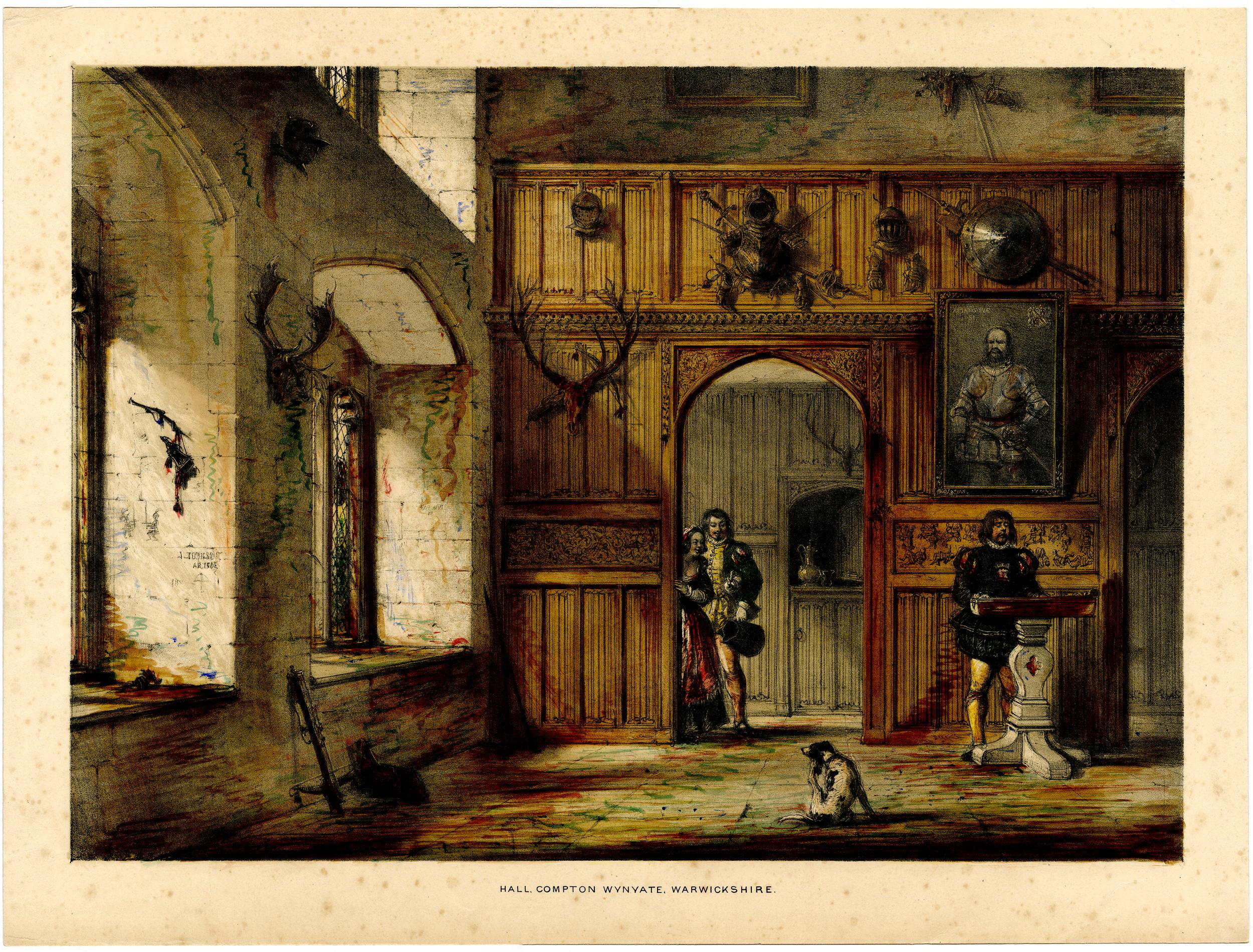
Hall, Compton Wynyates, Warwickshire (1841)

Nach der Wiedereinsetzung der Monarchie erhielten die Comptons ebenfalls ihre Anwesen zurück. Da Compton Wynyates nun der Nebensitz der Familie war, diente es vorwiegend als Landsitz des jeweiligen Erben. Es wurden nur kleinere Veränderungen vorgenommen, aber immer mit Blick auf den Charakter des Hauses aus der Tudorzeit. Der 5. Earl ließ um 1730 einen Flügel zwischen zwei Türmen an der Ostseite des Hauses im klassizistischen Stil anbauen, der überhaupt nicht zum bisherigen Gebäude passte. Zu dieser Zeit kam die Familie in wirtschaftliche Schwierigkeiten, und so begann Compton Wynyates unter Vernachlässigung zu leiden. 1768 waren die Comptons so arm, dass sie den gesamten Inhalt des Hauses verkaufen mussten; er tauchte nie mehr auf. Der damalige Lord Northampton, der in Castle Ashby House lebte, ordnete den Abriss von Compton Wynyates an. Der Gutsverwalter der Familie hielt sich aber nicht an diese Anweisung und ließ nur die Fenster zumauern (um die Fenstersteuer zu vermeiden). So geriet das Herrenhaus in Vergessenheit.

## Restaurierung

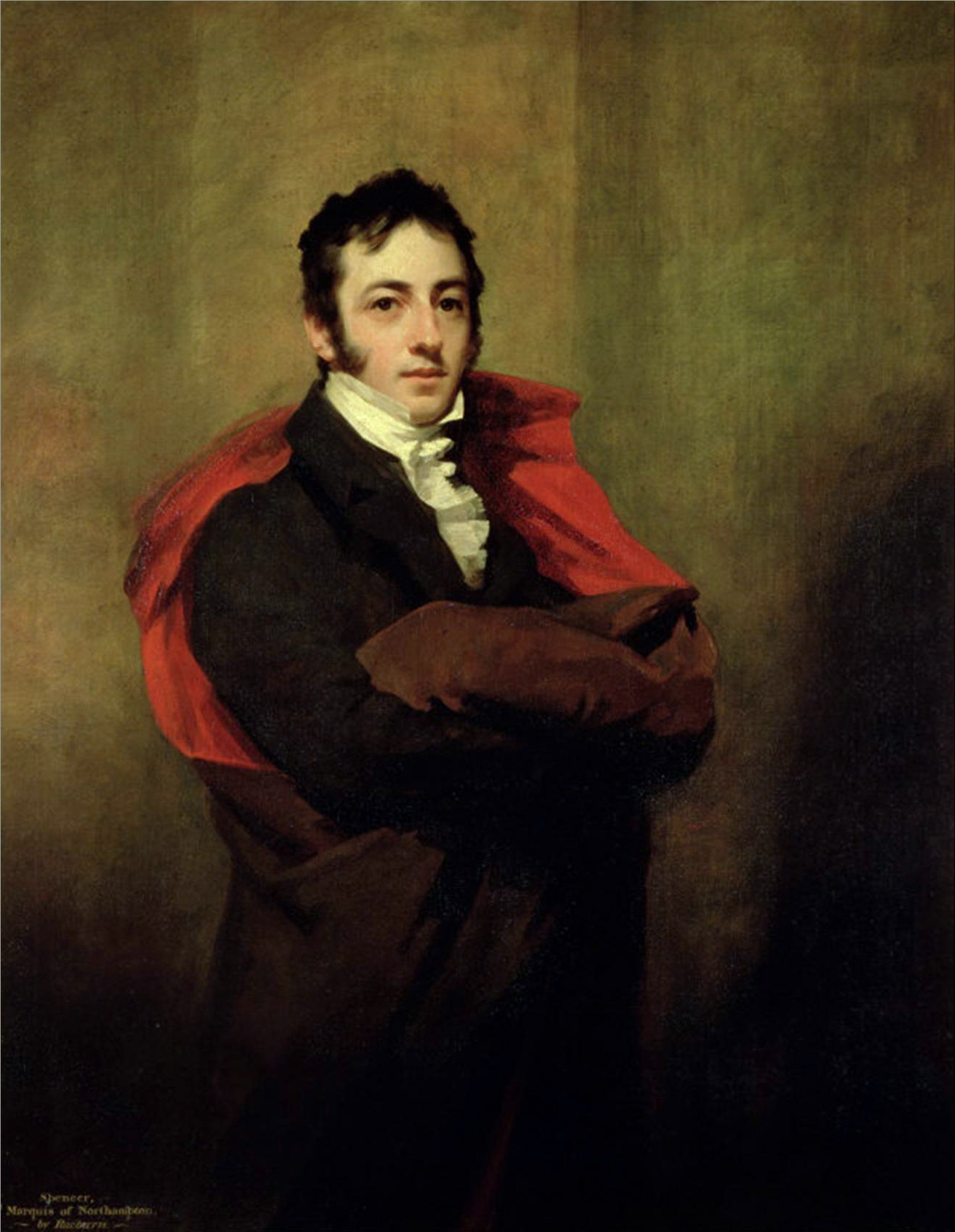
Der 2. Marquess of Northampton, der das Haus 1835 vor dem Verfall rettete

Im Jahre 1835 besuchte Spencer Compton, 2. Marquess of Northampton (die Familie wurde 1812 von Earls zu Marquesses erhoben), zum ersten Mal Compton Wynyates und fand das Herrenhaus in ruinösem Zustand vor. Er ließ einige kleinere Renovierungen vornehmen, um dem restlosen Verfall vorzubeugen. Er beauftragte außerdem den Architekten Sir Matthew Digby Wyatt, die aus der Art geschlagene Ostfassade zu gotisieren und ein neues Treppenhaus in das Haus einzubauen. Die Arbeiten waren erfolgreich und die Ostfassade harmonisiert nun mit den früheren Fassaden des Hauses.
Unter dem 4. Marquess wurde das Haus komplett restauriert und dem Sohn, dem späteren 5. Marquess, 1884 als Hochzeitsgeschenk übergeben. Der 5. Marquess und seine Marchioness waren die ersten Bewohner des Hauses seit 1770. Das Paar ließ die Formschnittgärten anlagen und das Compton Wynyates zu dem komfortablen Herrenhaus herrichten, das es heute ist.
Wynyates ist der Geburts- und Sterbeort von Spencer Compton, 1. Earl of Wilmington, der als zweiter Premierminister des Vereinigten Königreiches gilt.

## Heute
Das Herrenhaus ist heute im Wesentlichen das Haus, das Edmund Compton und sein Sohn William innerhalb von 30 Jahren während der Herrschaft der beiden ersten Tudor-Monarchen bauten.
Der 6. Marquess of Northampton (1895–1978) kümmerte sich hervorragend um das Haus und verbrachte jedes Jahr einige Monate dort. Er ließ Elektrizität und Wasserversorgung installieren, aber sein eigentlicher Sitz war immer noch Castle Ashby House. Nur eine kurze Zeit lang waren die holzverkleideten Räume von Compton Wynyates für die Öffentlichkeit zugänglich: Die Kapelle mit dem Kapellensalon, das königliche Schlafgemach, die komplett holzverkleideten Salon und Speisezimmer mit ihren Stuckdecken und Kunstwerke, wie die Kreuzigungsszene von Matteo Balducci waren eingeschränkt zu besichtigen.
Nach der Übernahme durch den 7. Marquess of Northampton entschloss sich die Familie, Castle Ashby House umfangreich zu kommerzialisieren, um das 20. Jahrhundert zu überleben. Dies erreichte man und der Marquess und seine Familie kamen nach Compton Wynyates als einzig verbliebenen Familiensitz zurück. Im 21. Jahrhundert aber wurde Castle Ashby House für die Öffentlichkeit geschlossen (mit Ausnahme gelegentlicher Hochzeitsfeiern) und die Familie lebt jetzt wieder in beiden Häusern.
1914 diente Compton Wynyates als Inspiration für den bekannten US-amerikanischen Architekten John Russell Pope, der Branch House in Richmond für den reichen Finanztycoon John Kerr Branch (1865–1930) und seine Gattin baute.
Eine Sackgasse führt vom Dorf Upper Tysoe etwa 1,6 km zu Compton Wynyates und endet am verschlossenen Eingangstor zum Anwesen, einige Meter vor der Kirche. Von der öffentlichen Straße etwas weiter gibt es keinen Zugang.

## In Film und Fernsehen
1955 eröffnete der glänzende Anblick des Herrenhauses von der Auffahrt aus den Film der Rank Organisation The Black Tent. (Technicolor/Vistavision).
1969 tauchte Compton Wynyates im Film Das total verrückte Campingparadies als Kloster auf. Man sagt, dass diese Szenen aus dem Film The Black Tent übernommen wurden.
1977 diente Compton Wynyates als Drehort für Disneys Abenteuer auf Schloß Candleshoe mit Helen Hayes, Jodie Foster und David Niven in den Hauptrollen.
Die Fassade von Compton Wynyates erscheint kurzzeitig am Anfang des 1978 gedrehten Films Tod auf dem Nil als neues Landhaus der Erbin Linnet Ridgeway.
Compton Wynyates diente auch in der Eröffnungssequenz der Fernsehshow Silver Spoons aus den 1980er-Jahren als Herrenhaus der Strattons.
Compton Wynyates spielt auch eine zentrale Rolle in der zweiten Erzählung von Iain Pears An Instance of the Fingerpost (1998).
Compton Wynyates kommt auch am Anfang des Miss-Marple-Films Mord im Spiegel (1980) mit Angela Lansbury, Elizabeth Taylor, Geraldine Chaplin, Rock Hudson, Tony Curtis und Kim Novak vor.
Die Fassade von Compton Wynyates taucht in zwei Episoden der ersten Staffel der Fernsehserie Die Tudors auf, um einen Rücksprung auf fiktive Vorfälle aus dem Leben von William Compton, dem Freund Heinrich VIII., zu illustrieren.